# Teodozy Teofil Godebski
Teofil Godebski (imię chrzestne Teodozy) herbu Godziemba OSBM (zm. 12 września 1756) – duchowny greckokatolicki, bazylianin. W 1720 mianowany ordynariuszem pińsko-turowskim. W 1730 przeniesiony do eparchii włodzimiersko-brzeskiej.
Syn Bazylego i Elżbiety z Piaseckich.
W latach 1706–1710 studiował logikę, filozofię i teologię w Kolegium Greckim w Rzymie. Był uczestnikiem synodu zamojskiego w 1720 roku. 